# Larvik (Südgeorgien)
Die Larvik (norwegisch für Flußbucht) ist eine kleine Bucht an der Südküste Südgeorgiens. Sie liegt zwischen der Newark Bay und der Jacobsen Bight.
Der South Georgia Survey nahm zwischen 1951 und 1957 eine Vermessung der Bucht vor, deren Name seit langem etabliert ist und sich vermutlich vom norwegischen Larvik ableitet.